# مامرشان
مامرشان یک منطقهٔ مسکونی در عراق است که در اقلیم کردستان عراق واقع شده‌است.